# شعب زايد (بني حشيش)
شعب زايد هي إحدى قرى عزلة عيال مالك بمديرية بني حشيش التابعة لمحافظة صنعاء، بلغ تعداد سكانها 200 نسمة حسب تعداد اليمن لعام 2004.